# Weedon Bec
Weedon Bec, ou simplement Weedon, est un village et une paroisse civile du Northamptonshire, en Angleterre. Il est situé dans l'ouest du comté, à 6 km au sud-est de la ville de Daventry. Administrativement, il relève de l'autorité unitaire du West Northamptonshire.
Le chef-lieu du comté, Northampton, se trouve à une douzaine de kilomètres à l'est de Weedon Bec. La Nene prend sa source non loin du village.